# Sinezona zimmeri
Sinezona zimmeri is een slakkensoort uit de familie van de Scissurellidae. De wetenschappelijke naam van de soort is voor het eerst geldig gepubliceerd in 2003 door Geiger.